# Полторак (монета)

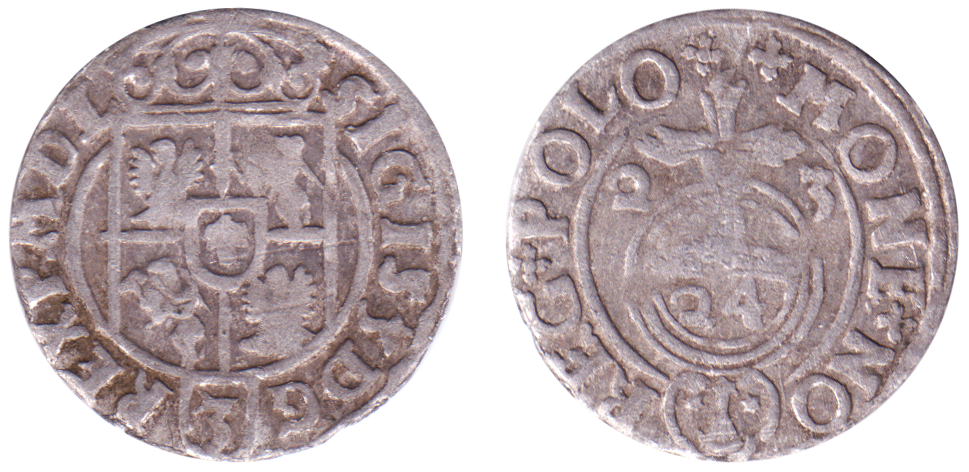
Полторак Сигизмунда III Вазы, 1623 год

Полторак или 3 полугроша (пол. Półtorak) — серебряная монета Речи Посполитой и Великого княжества Литовского достоинством в 1,5 гроша.
Чеканился во времена правления Сигизмунда III и Яна II Казимира. Во времена Августа III была предпринята попытка чеканить полторак из меди, но закончилась неудачей.
Чеканка монет началась в 1614 году, когда стало ясно, что для экономики страны нужна монета между грошем и трояком. На монетах первого года чеканки размещался польский орёл на лицевой стороне. В 1615 году орёл был заменён на герб Речи Посполитой. На оборотной стороне помещалась держава по образцу гроша Бранденбурга.
С самого начала монета чеканилась из низкопробного серебра 0,469 пробы (биллон). Вес полторака сперва равнялся 1,54 грамма (0,72 г чистого серебра), позднее снизился до 1,08 грамма (0,31 г чистого серебра). Монета чеканилась в городах Быдгощ, Краков, Вильно и Рига. В XVII веке монета, как и другие польские, имела хождение на обширных территориях Речи Посполитой, а также сопредельных государств.
Полторак равнялся примерно одной копейке. На Украине полторак назывался чехом.